# Martin J. S. Rudwick
Martin John Spencer Rudwick (1932) è un geologo, storico e accademico britannico.
Rudwick è un professore emerito di Storia presso l'Università della California, a San Diego, e ricercatore affiliato al Dipartimento di Storia e Filosofia della Scienza dell'Università di Cambridge. Il suo principale campo di ricerca è la storia delle scienze della Terra; i suoi studi sono stati descritti come le "storie definitive delle scienze della Terra pre-darwiniane". Rudwick è stato tra i primi studiosi a criticare la cosiddetta conflict thesis, secondo cui scienza e religione sarebbero in opposizione inevitabile.

## Onorificenze
Nel 1972 Rudwick ricevette la Medaglia Scientifica dalla Società zoologica di Londra. Nel 1988 fu insignito della Sue Tyler Friedman Medal da parte della Geological Society of London e, nello stesso anno, gli venne conferita la Founder's Medal dalla Society for the History of Natural History. Per il biennio 1994–1995 fu nominato Fellow della Guggenheim Foundation e tenne le Tarner Lectures al Trinity College di Cambridge. Nel 1999 ricevette il Bernal Prize dalla Society for Social Studies of Science. Nel 2007 fu insignito della George Sarton Medal dalla History of Science Society. L’anno successivo fu eletto membro della British Academy (FBA) e gli venne assegnato il Prix Wegmann dalla Société Géologique de France. Nel 2012 la History of Science Society gli conferì il Levinson Prize e nel 2015 vinse il Dingle Prize della British Society for the History of Science. Infine, nel 2016, l’Unione Internazionale delle Scienze Geologiche gli assegnò il Tikhomirov Award. 